# Статус города
Ста́тус го́рода (городские права) — система законодательных установлений, благодаря которым населённый пункт приобретает определённые права, выделяющие его из ряда других видов населённых пунктов.

## История
Города как важные территориальные центры разного типа формировались со времён палеолита (протогорода типа Костёнок), а свой особый статус по отношению к сельским поселениям доказывали всем своим существованием, особенностями городской жизни. Длительное время — начиная с начала неолита — отнесение поселения к категории городов было связано с наличием городских стен. Первым известным таким городом стал Иерихон, обнесённый стенами в VIII тысячелетии до нашей эры. Статус городов Египта и Шумера, Китая и Индии, Гелона в Скифии и других нередко вёлся от различных божеств и правителей. Имели особенности статусного оформления города Древней Греции и Рима, города Северного Причерноморья и Приазовья.
В Средние века городские права позволяли городу организовывать свою более независимую систему самоуправления. Статус города населённому пункту мог присвоить монарх за какие-нибудь заслуги, или горожане как община выкупали право называться городом. Кроме благ, которые предоставлял статус города, появлялись и дополнительные обязательства. Например, в Кёнигсберге при строительстве домов застройщики должны были учитывать ширину улицы. При приёмке дома (или домов) всадник скакал по середине улицы, держа перпендикулярно направлению улицы копьё. Если копьё одним из концов цепляло какой-нибудь дом, то этот дом сносили. Строгий контроль за минимальной шириной улиц был обусловлен военными целями. На территории города, окружённой, как правило, крепостной стеной, необходимо было разместить военный гарнизон и обеспечить свободу переброски войск от одного участка города к другому. После обрушения зданий от артиллерийской стрельбы вдоль оси улиц должен оставаться свободный проезд. Это требование сохранилось до сих пор. Расстояние от оси улицы до ближайшего здания должно быть не менее половины высоты здания.
За исключением наличия укреплений, отличия города от окружавших его деревень долгое время были невелики. Жители города занимались хлебопашеством и скотоводством, а название «горожан» выделяло их только по месту жительства. Когда города уже не могли вмещать всех, кто хотел пользоваться выгодами более безопасной городской жизни, около них возникали новые поселения (в Германии — Vorstädte, Vorburgen или Vororte; во Франции — Forsburgs, Fauxburgs или villae, villes; посады и слободы на Руси). Эти поселения после обнесения их стенами становились частью города и входили в городскую черту, вокруг которой возникали новые предместья. Так, старый Париж делился на cité (центральную часть, обнесённую стеною) и ville (предместье); в конце XII в. Филипп II Август велел окружить предместье стенами, и с того времени Париж разделялся уже на три части: cité (старый город), ville (новый город) и fauxburgs (предместья).
В Древней Руси город был центром, вокруг которого группировались остальные поселения волости. В качестве главного поселения он давал имя всей волости. Кроме городов, в летописях упоминается ещё о пригородах — меньших по размерам огороженных поселениях, которые подчинялись городу как старшему, искали в нём защиты и действовали с ним заодно: «на чтожь старшие сдумають, на том же и пригороди стануть». После окончательного утверждения в России крепостного права (середина XVII в.) различие между городом и деревней сделалось сословным. Пётр I положил начало новому городовому устройству, учредив в 1699 году в Москве бурмистрову палату (вскоре переименованную в ратушу), а в прочих городах — земские избы и выборных бурмистров. При Екатерине II в 1785 году было издано общее положение о городах, или «Грамота на права и выгоды городов Российской империи». В городовом уложении 1785 года наводились единообразие и относительный порядок в общественном городском управлении, а также точнее определялись права различных классов городских обывателей.
В конце существования Российской империи города были: столичные, губернские, уездные и безуездные или заштатные.

## Присвоение статуса
В большинстве стран (в том числе в современной России и ранее в СССР) присвоение поселению городского статуса закрепляется законодательно, но в отдельных странах это понятие является не юридическим, а только историческим, обиходным, статистическим и прочее.
Один из определяющих факторов для присвоения населённому пункту статуса города — численность населения. Согласно рекомендациям ООН, для возможности сопоставления урбанизации стран и других целей, предлагается считать городами все поселения, имеющие 20 тысяч жителей и более.

### Города России
В России населённый пункт может приобрести статус города, если в нём проживает не менее 12 тысяч жителей. Тем не менее, в России есть достаточно много (208 из 1099) городов, население которых меньше 12 тыс. человек. Их статус города связан с историческими факторами, а также с изменением численности населения населённых пунктов, уже имевших статус города. Имеются также и обратные примеры, когда при значительно большей численности населения населённый пункт городом не является (напр., станица Новопокровская Новопокровского района Краснодарского края имеет население около 20 тысяч человек).
По словам географа Аллы Махровой, больше трети городов в России «не совсем города», поскольку в них образ жизни абсолютно сельский.

### Города Украины
На Украине населённый пункт может получить статус города только отдельным законом высшего законодательного органа государства — Верховной радой Украины, если в населённом пункте проживает не менее 10 тысяч жителей, при этом «преимущественное большинство» населения должно быть занято в отраслях вне сельского хозяйства. По состоянию на 5 декабря 2001 года (Перепись на Украине) насчитывалось 84 города (18,3 % от общего количества) с численностью населения менее 10 тысяч, а в таких городах как Берестечко и Угнев — менее 2 тысяч жителей (города Припять и Чернобыль не имеют постоянного населения).

### Города бывших республик СССР
Минимальный порог населения для отнесения населённого пункта к категории городов в республиках бывшего СССР:
- 12 тысяч жителей — Россия (есть исключения, самое показательное — Иннополис признан городом с числом жителей 405 человек),
- 10 тысяч жителей — Украина, Узбекистан, Молдавия, Кыргызстан, Таджикистан,
- 8 тысяч жителей — Казахстан (есть исключения), Армения, Туркменистан, Латвия (были исключения), Эстония,
- 6 тысяч жителей — Белоруссия
- 5 тысяч жителей — Грузия, Азербайджан.

В законодательстве Литвы нижний предел численности населения городов не установлен.

## Категории городов
Согласно ранней редакции Градостроительного кодекса Российской Федерации города подразделялись на следующие:
- сверхкрупные города (численность населения свыше 3 миллионов человек);
- крупнейшие города (численность населения от 1 миллиона до 3 миллионов человек);
- крупные города (численность населения от 250 тысяч до 1 миллиона человек);
- большие города (численность населения от 100 тысяч до 250 тысяч человек);
- средние города (численность населения от 50 тысяч до 100 тысяч человек);
- малые города и посёлки (численность населения до 50 тысяч человек).

Города с населением более чем в 1 миллион жителей называют «городами-миллионниками» и «миллионниками» (реже «городами-миллионерами»). Очень большие города называют мегаполисами, города, образованные сращением нескольких региональных агломераций — мегало́полисами.

## Статус других городских поселений
В республиках бывшего Советского Союза к городским поселениям кроме городов относятся также посёлки городского типа (пгт), статус которых также приобретается при условии минимальной численности населения в 2 тысячи жителей (в России и Армении — 3 тысячи жителей, в Литве — не ограничивается).
Варианты названий посёлков городского типа в республиках Союза ССР:
- городские посёлки (гп) — Белоруссия, Узбекистан, Казахстан, Латвия, Эстония
- городские (рабочие) посёлки — Грузия
- рабочие посёлки (рп) — Азербайджан, Молдавия, Армения (минимальная численность населения для рабочего посёлка— 500 жителей).

Кроме того, в большинстве республик бывшего СССР (кроме Украины, Молдавии и Кыргызстане) имеются также курортные посёлки, число жителей в которых ограничивается минимальной величиной в 2 тысячи жителей.